# Saison 2012 de l'équipe cycliste Orica-GreenEDGE
La saison 2012 de l'équipe cycliste Orica-GreenEDGE est la première de cette équipe.

## Préparation de la saison 2012

### Arrivées et départs
L'équipe disputant sa première saison, l'ensemble des coureurs est arrivé en début de saison en provenance d'autres équipes.

## Coureurs et encadrement technique

### Effectif
| Cycliste             | Date de naissance | Nationalité      | Équipe 2011       |
| -------------------- | ----------------- | ---------------- | ----------------- |
| Michael Albasini     | 20 décembre 1980  | Suisse           | HTC-Highroad      |
| Fumiyuki Beppu       | 10 avril 1983     | Japon            | RadioShack        |
| Sam Bewley,          | 22 juillet 1987   | Nouvelle-Zélande | RadioShack        |
| Jack Bobridge        | 13 juillet 1989   | Australie        | Garmin-Cervélo    |
| Simon Clarke         | 18 juillet 1986   | Australie        | Astana            |
| Baden Cooke          | 12 octobre 1978   | Australie        | Saxo Bank-Sungard |
| Allan Davis          | 27 juillet 1980   | Australie        | Astana            |
| Julian Dean          | 28 janvier 1975   | Nouvelle-Zélande | Garmin-Cervélo    |
| Mitchell Docker      | 2 octobre 1986    | Australie        | Skil-Shimano      |
| Luke Durbridge       | 9 avril 1991      | Australie        | Jayco-AIS         |
| Simon Gerrans        | 16 mai 1980       | Australie        | Sky               |
| Matthew Goss         | 5 novembre 1986   | Australie        | HTC-Highroad      |
| Michael Hepburn      | 17 août 1991      | Australie        | Jayco-AIS         |
| Leigh Howard         | 18 octobre 1989   | Australie        | HTC-Highroad      |
| Daryl Impey          | 6 décembre 1984   | Afrique du Sud   | NetApp            |
| Jens Keukeleire      | 23 novembre 1988  | Belgique         | Cofidis           |
| Aidis Kruopis        | 26 octobre 1986   | Lituanie         | Landbouwkrediet   |
| Brett Lancaster      | 15 novembre 1979  | Australie        | Garmin-Cervélo    |
| Sebastian Langeveld  | 17 janvier 1985   | Pays-Bas         | Rabobank          |
| Robbie McEwen,       | 24 juin 1972      | Australie        | RadioShack        |
| Christian Meier      | 21 février 1985   | Canada           | UnitedHealthcare  |
| Cameron Meyer        | 11 janvier 1988   | Australie        | Garmin-Cervélo    |
| Travis Meyer         | 8 juin 1989       | Australie        | Garmin-Cervélo    |
| Jens Mouris          | 12 mars 1980      | Pays-Bas         | Vacansoleil-DCM   |
| Stuart O'Grady       | 6 août 1973       | Australie        | Leopard-Trek      |
| Wesley Sulzberger    | 20 octobre 1986   | Australie        | FDJ               |
| Daniel Teklehaimanot | 10 novembre 1988  | Érythrée         |                   |
| Svein Tuft           | 9 mai 1977        | Canada           | SpiderTech-C10    |
| Tomas Vaitkus        | 4 février 1982    | Lituanie         | Astana            |
| Pieter Weening       | 5 avril 1981      | Pays-Bas         | Rabobank          |
| Matthew Wilson       | 1er octobre 1977  | Australie        | Garmin-Cervélo    |

## Bilan de la saison

### Victoires
| Date       | Course                                         | Pays        | Classe | Vainqueur                   |
| ---------- | ---------------------------------------------- | ----------- | ------ | --------------------------- |
| 08/01/2012 | Championnat d'Australie sur route              | Australie   | CN     | Simon Gerrans               |
| 10/01/2012 | Championnat d'Australie du contre-la-montre    | Australie   | CN     | Luke Durbridge              |
| 22/01/2012 | Classement général du Tour Down Under          | Australie   | WT     | Simon Gerrans               |
| 07/03/2012 | 1re étape de Tirreno-Adriatico                 | Italie      | WT     | GreenEDGE                   |
| 17/03/2012 | Milan-San Remo                                 | Italie      | WT     | Simon Gerrans               |
| 19/03/2012 | 1re étape du Tour de Catalogne                 | Espagne     | WT     | Michael Albasini            |
| 20/03/2012 | 2e étape du Tour de Catalogne                  | Espagne     | WT     | Michael Albasini            |
| 25/03/2012 | Classement général du Tour de Catalogne        | Espagne     | WT     | Michael Albasini            |
| 03/04/2012 | 2e étape du Tour du Pays basque                | Espagne     | WT     | Daryl Impey                 |
| 04/04/2012 | 3e étape du Circuit de la Sarthe               | France      | 2.1    | Luke Durbridge              |
| 06/04/2012 | Classement général du Circuit de la Sarthe     | France      | 2.1    | Luke Durbridge              |
| 07/05/2012 | 3e étape du Tour d'Italie                      | Italie      | WT     | Matthew Goss                |
| 18/05/2012 | 3e étape du Tour de Norvège                    | Norvège     | 2.1    | Aidis Kruopis               |
| 03/06/2012 | Prologue du Critérium du Dauphiné              | France      | WT     | Luke Durbridge              |
| 15/06/2012 | 2e étape du Tour de Slovénie                   | Slovénie    | 2.1    | Daryl Impey                 |
| 16/06/2012 | 8e étape du Tour de Suisse                     | Suisse      | WT     | Michael Albasini            |
| 21/06/2012 | Championnat du Canada du contre-la-montre      | Canada      | CN     | Svein Tuft                  |
| 23/06/2012 | Championnat d'Érythrée du contre-la-montre     | Érythrée    | CN     | Daniel Teklehaimanot        |
| 24/06/2012 | Championnat d'Érythrée sur route               | Érythrée    | CN     | Daniel Teklehaimanot        |
| 16/07/2012 | 4e étape du Tour de Pologne                    | Pologne     | WT     | Aidis Kruopis               |
| 07/08/2012 | 2e étape de l'Eneco Tour                       | Pays-Bas    | WT     | Orica-GreenEDGE             |
| 11/08/2012 | 6e étape de l'Eneco Tour                       | Belgique    | WT     | Svein Tuft                  |
| 21/08/2012 | 4e étape du Tour d'Espagne                     | Espagne     | WT     | Simon Clarke                |
| 21/08/2012 | 1re étape du Tour du Poitou-Charentes          | France      | 2.1    | Aidis Kruopis               |
| 22/08/2012 | 2e étape du Tour du Poitou-Charentes           | France      | 2.1    | Aidis Kruopis               |
| 23/08/2012 | 4e étape du Tour du Poitou-Charentes           | France      | 2.1    | Luke Durbridge              |
| 24/08/2012 | Classement général du Tour du Poitou-Charentes | France      | 2.1    | Luke Durbridge              |
| 07/09/2012 | Grand Prix cycliste de Québec                  | Canada      | WT     | Simon Gerrans               |
| 10/09/2012 | 2e étape du Tour de Grande-Bretagne            | Royaume-Uni | 2.1    | Leigh Howard                |
| 30/09/2012 | Duo normand                                    | France      | 1.1    | Luke Durbridge - Svein Tuft |

### Résultats sur les courses majeures
Les tableaux suivants représentent les résultats de l'équipe dans les principales courses du calendrier international (les cinq classiques majeures et les trois grands tours). Pour chaque épreuve est indiqué le meilleur coureur de l'équipe, son classement ainsi que les accessits glanés par Orica-GreenEDGE sur les courses de trois semaines.

#### Classiques
| Classique            | Milan-San Remo      | Tour des Flandres     | Paris-Roubaix        | Liège-Bastogne-Liège | Tour de Lombardie  |
| -------------------- | ------------------- | --------------------- | -------------------- | -------------------- | ------------------ |
| Coureur (classement) | Simon Gerrans (1er) | Jens Keukeleire (31e) | Stuart O'Grady (53e) | Simon Gerrans (19e)  | Simon Clarke (15e) |

#### Grands tours
| Grand tour           | Tour d'Italie                     | Tour de France       | Tour d'Espagne                                                 |
| -------------------- | --------------------------------- | -------------------- | -------------------------------------------------------------- |
| Coureur (classement) | Fumiyuki Beppu (121e)             | Pieter Weening (72e) | Simon Clarke (77e)                                             |
| Accessits            | 1 victoire d'étape (Matthew Goss) | -                    | 1 victoire d'étape et Grand Prix de la montagne (Simon Clarke) |

### Classement UCI
L'équipe Orica-GreenEDGE termine à la sixième place du World Tour avec 920 points. Ce total est obtenu par l'addition des 140 points amenés par la 3e place du championnat du monde du contre-la-montre par équipes et des points des cinq meilleurs coureurs de l'équipe au classement individuel que sont Simon Gerrans, 6e avec 390 points, Michael Albasini, 23e avec 183 points, Matthew Goss, 44e avec 114 points, Luke Durbridge, 76e avec 56 points, et Svein Tuft, 96e avec 36 points,.
| Rang | Coureur             | Points |
| ---- | ------------------- | ------ |
| 6    | Simon Gerrans       | 390    |
| 23   | Michael Albasini    | 183    |
| 44   | Matthew Goss        | 114    |
| 76   | Luke Durbridge      | 56     |
| 96   | Svein Tuft          | 37     |
| 112  | Allan Davis         | 29     |
| 133  | Simon Clarke        | 18     |
| 145  | Cameron Meyer       | 14     |
| 154  | Sebastian Langeveld | 10     |
| 169  | Daryl Impey         | 8      |
| 183  | Aidis Kruopis       | 6      |
| 201  | Baden Cooke         | 6      |
| 202  | Tomas Vaitkus       | 4      |
| 223  | Pieter Weening      | 1      |
| -    | Robbie McEwen       | 1      |